# Primo profeta di Amon ..dju..
...dju... (... – 855 a.C.) potrebbe essere stato un Primo Profeta di Amon durante la XXII dinastia egizia.

## Biografia
Figlio e successore di Horsaset il suo nome, frammentario, compare solamente su un coperchio di sarcofago proveniente da Copto.

Secondo l'egittologo Karl Jansen-Winkeln sia Horsaset che suo figlio ..dju.. non ricoprirono mai il rango di Primo Profeta, pur facendo parte del collegio sacerdotale del tempio di Amon.